# Bucolische poëzie en schilderkunst

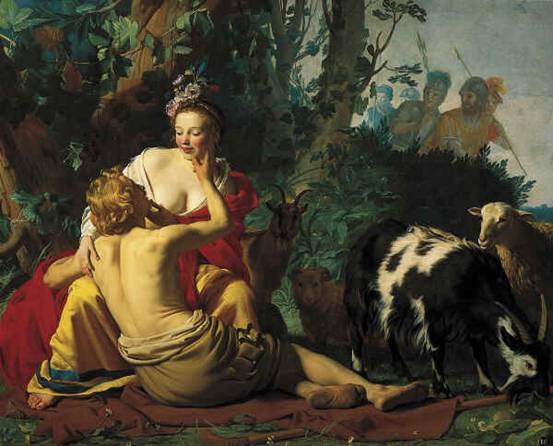
Prinses Granida en herder Daifilo, door Gerard van Honthorst, collectie Centraal Museum in Utrecht.

De bucolische (of pastorale, of herders) poëzie is in oorsprong een literair genre uit de klassieke oudheid (herdersdichten, van het Grieks boukolos = 'herder'). Het vormt net als het herdersspel en de herdersroman een van de vormen van bucolische literatuur.
Het is de verzamelnaam voor alle poëzie (maar soms ook wel proza- en toneelliteratuur) die geïnspireerd is op het landleven, dat dan geïdealiseerd wordt gezien door de bril van de stedeling die van het landleven vervreemd is. Ze beschrijft dan ook een wereld van gelukkige landlieden die een bestaan van natuurlijke vreugden en zorgeloosheid leiden. Meestal komen er herders, dieren zoals schapen en geïdealiseerde natuur in voor: de locus amoenus. Het belangrijkste kenmerk van een pastorale is zuiverheid: het verhaal speelt in een moreel zuivere omgeving, niet in een stad of aan een hof maar in een landelijk gebied. Ook de hoofdpersonen hebben een edel karakter: het zijn herders die macht en geld niet belangrijk vinden, en de voorkeur aan hun geliefde geven. Geile hartstocht daarentegen is verwerpelijk volgens de dichters.
Het genre ontstond bij de Grieken. Hesiodus beschreef in De werken en dagen een gouden oertijd waarin de mens in eenvoud en in harmonie met de natuur leefde. De Griekse landstreek Arcadië kreeg in de bucolische literatuur de reputatie van zo'n idyllisch geluksland, waar herders in de eenvoud van ideale landelijke omstandigheden een natuurlijk, niet door de beschaving bedorven leven zouden leiden. Het genre werd bekend dankzij de hellenistische dichter Theocritus. Hij werd nagevolgd door dichters als Bion van Smyrna en Moschus. In de Romeinse tijd volgde Vergilius met zijn Eclogen. Latere voorbeelden zijn de werken van Calpurnius Siculus, Nemesianus en de Einsiedeln-eclogen.
De pastorale (van het Latijnse pastor = 'herder') kwam tot nieuwe bloei in de Italiaanse renaissance, en vond ook navolging in onze letterkunde: P.C. Hoofts Granida (1605), Samuel Costers Ithys (1615), en Jacob Cats' Aspasia. Onder de naam Arcadia verschenen in de 17e eeuw verscheidene herdersromans, bijvoorbeeld de Batavische Arcadia van Johan van Heemskerk. Jan Harmensz. Krul, de belangrijkste pastorale schrijver, publiceerde het Pastorel Muzykspel van Juliana en Claudiaen.
Hun voorbeelden waren:
- Jacopo Sannazaro, Arcadia (1486 of 1502), de eerste pastorale roman in de volkstaal
- Jorge de Montemayor, Diana (1558), de uitvinder van de herdersroman
- Torquato Tasso, Aminta (1573)
- Miguel de Cervantes, La Galatea (1585)
- Giovanni Battista Guarini, Il pastor fido (1589)
- Philip Sidney, Arcadia (1590)
- Lope de Vega, Arcadia (1598)
- Honoré d'Urfé, L'Astrée (1607–27)

## Bucolische schilderkunst
In de renaissance deed het bucolische of pastorale element ook zijn intrede in de schilderkunst, met name in Venetië. Giorgione, Palma Vecchio, Annibale Carracci en Titiaan inspireerden Franse schilders als Claude Lorrain en Haarlemse en Utrechtse schilders als Carel van Mander, Cornelis Corneliszoon, Hendrick Goltzius, Abraham Bloemaert, Paulus Moreelse, Hendrick ter Brugghen, Dirck van Baburen, Gerard van Honthorsts Granida en Daifilo (1625), Jan van Bijlert, maar ook Pieter Lastman, Bartholomeus van der Helst, Gerbrand van den Eeckhout en Johannes Mijtens elders. Het genre was populair van 1617 tot 1640.
Bucolische poëzie is soms een inspiratiebron geweest voor bucolische schilderkunst uit dezelfde tijd.

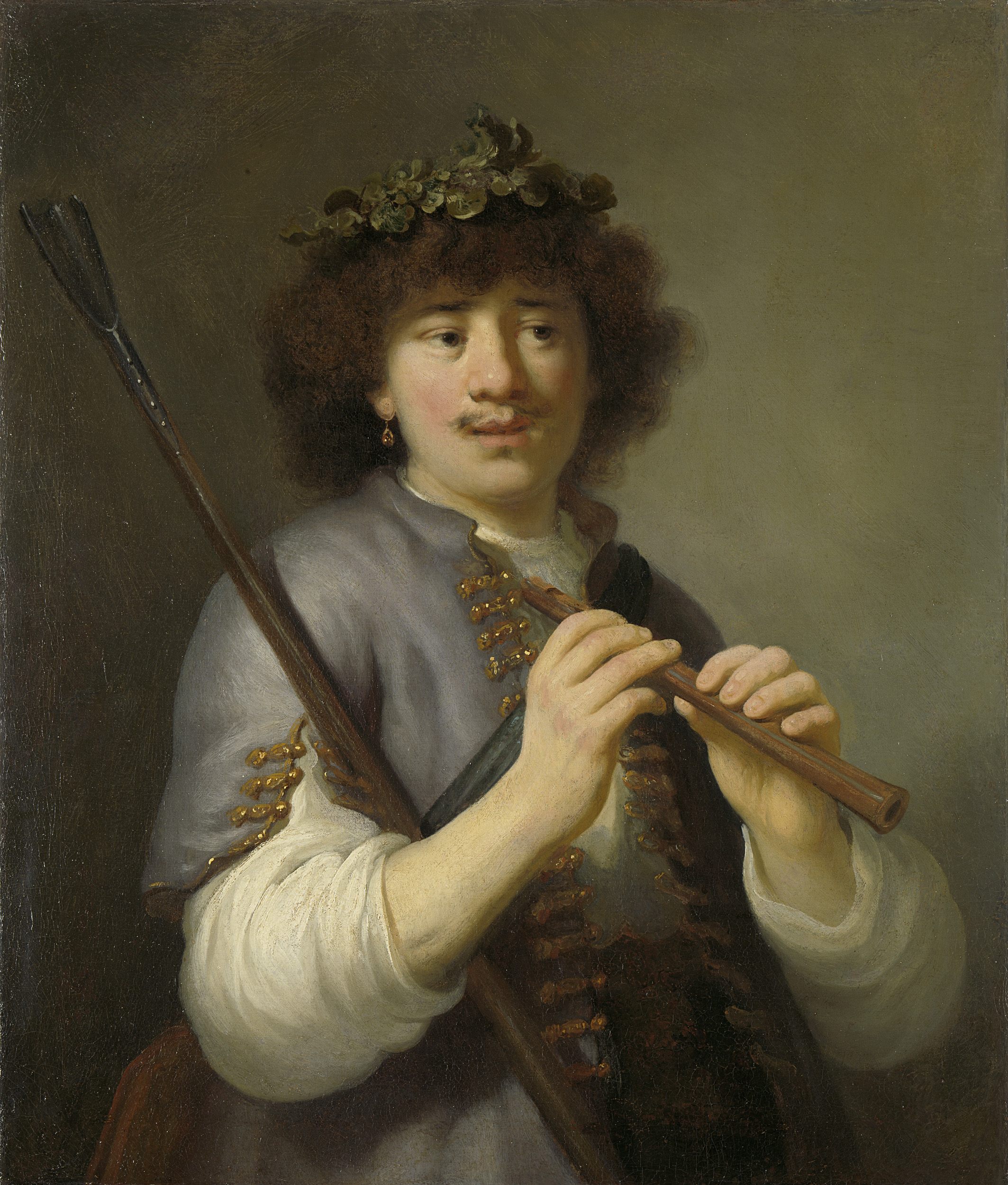
Rembrandt (?) als herder door Govert Flinck in 1637
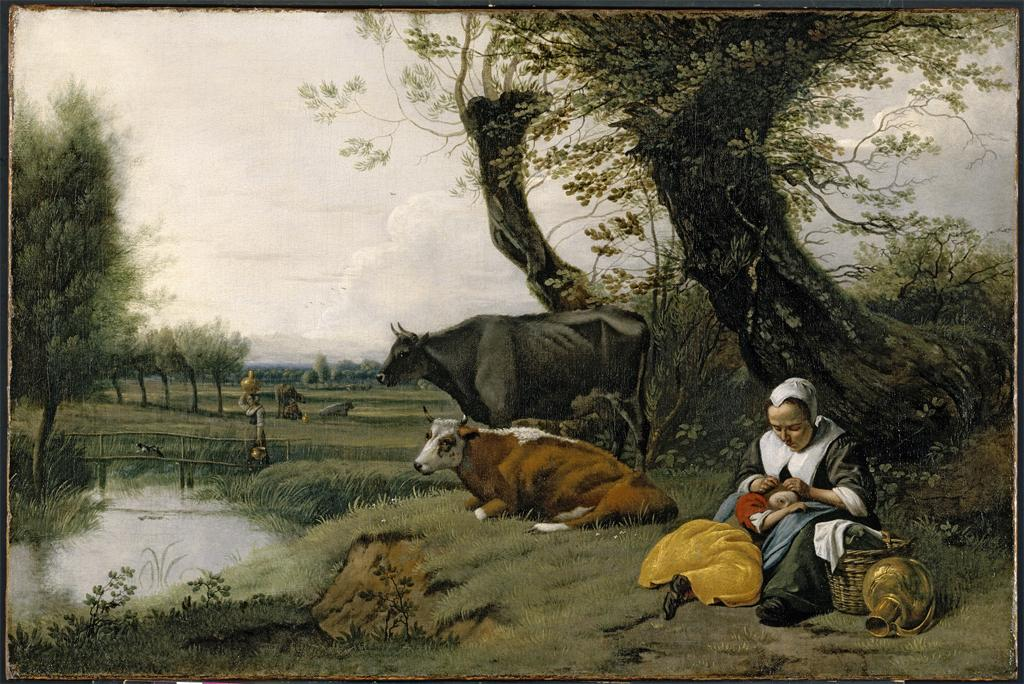
Pastorale door Jan Siberechts
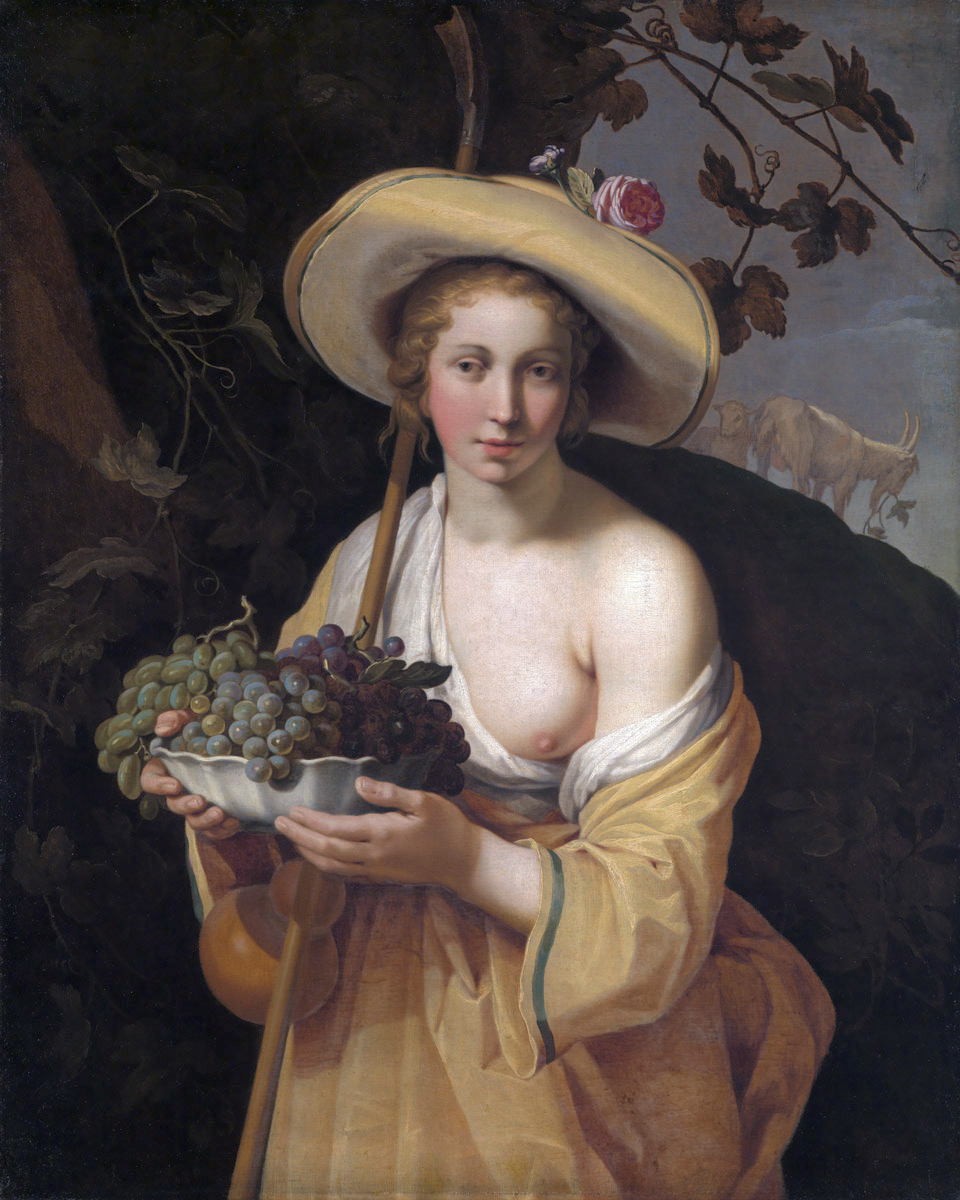
Herderin door Abraham Bloemaert

## Wetenswaardigheden
- Ook in de (klassieke) muziek wordt regelmatig een "bucolische" of "pastorale" sfeer opgeroepen, bijvoorbeeld in de pastorale.
- In 1998 werden er bucolische taferelen geschilderd middels bucolische poëzie in het Groot Dictee der Nederlandse Taal.[4]